# ساندور مولنار
ساندور مولنار (بالمجرية: Molnár Sándor)‏ هو لاعب كرة قدم مجري في مركز الدفاع، ولد في 29 يونيو 1994 في بودابست في المجر. لعب مع نادي أويبست.

## وصلات خارجية
- ساندور مولنار على موقع اتحاد المجر (الهنغارية)
- ساندور مولنار على موقع قاعدة بيانات كرة القدم.إي يو (الإنجليزية)
- ساندور مولنار على موقع Soccerway.com (الإنجليزية)